# One Hundred Mornings
Pour plus de détails, voir Fiche technique et Distribution.
One Hundred Mornings est un film irlandais réalisé par Conor Horgan, sorti en 2009.

## Synopsis
À la suite d'une catastrophe dont la cause n'est pas connue, la société s'est effondrée. Deux couples, Jonathan et Hannah et Mark et Katie, se sont réfugiés dans une maison de la campagne irlandaise. Ils ont conclu un accord avec leur voisin Tim, un hippie auto-suffisant, mais celui-ci ne les aide pas lorsqu'ils se font voler la plus grande partie de leur stock de nourriture. La tension monte au sein des deux couples, d'autant que Mark apprend que Katie a eu une aventure avec Jonathan.

## Fiche technique
- Réalisation : Conor Horgan
- Scénario : Conor Horgan
- Photographie : Suzie Lavelle
- Montage : Frank Reid
- Musique : Chris White
- Société de production : Blinder Films
- Pays d'origine :  Irlande
- Langue originale : anglais
- Genre : drame
- Durée : 83 minutes
- Dates de sortie : 
  -  Irlande : 11 juillet 2009

## Distribution
- Ciaran McMenamin : Jonathan
- Alex Reid : Hannah
- Rory Keenan : Mark
- Kelly Campbell : Katie
- Robert O'Mahoney : Tim
- Paul Ronan : sergent Lavelle

## Accueil critique
Il recueille 86 % de critiques favorables, avec une note moyenne de 7,2/10 et sur la base de sept critiques collectées, sur le site Rotten Tomatoes.

## Distinctions
Le film a remporté le prix de la meilleure photographie lors des Irish Film and Television Awards 2010.